# Foley Room
Foley Room is het zesde album uit 2007 van de Braziliaanse drum and bass-artiest Amon Tobin. In het verleden maakte Amon Tobin muziek door middel van sampling van vinylplaten. Foley Room wijkt echter af van deze traditionele techniek. Tobin besloot om op te nemen en te gaan werken met originele samples voor het album. Zoals te zien is op de dvd-documentaire die samen met het album werd uitgebracht, maakte Tobin geluidsopnames van dieren en machines die hij later verwerkte in zijn muziek. Ook werkte hij samen met het Kronos Quartet, Stefan Schneider en Sarah Pagé om samples op te nemen voor het album.
De eerste single, "Bloodstone", werd uitgebracht op iTunes op 9 januari 2007. Het liedje is later uitgebracht als een single op 21 januari 2007, "Esther's" en "Here Comes the Moon Man" staan ook op de CD.
Als promotie van het album heeft Ninja Tune twee YouTube-"trailers" uitgebracht. Er is een ook een DVD documentaire uitgebracht over hoe ze het album hebben gemaakt.

## Tracklist
Alle nummers zijn door Amon Tobin geschreven.
1. "Bloodstone" – 4:13
2. "Esther's" – 3:21
3. "Keep Your Distance" – 4:48
4. "The Killer's Vanilla" – 4:14
5. "Kitchen Sink" – 4:49
6. "Horsefish" – 5:07
7. "Foley Room" – 3:37
8. "Big Furry Head" – 3:22
9. "Ever Falling" – 3:49
10. "Always" – 3:39
11. "Straight Psyche" – 6:49
12. "At the End of the Day" – 3:18